# 首都高速道路サービス
首都高速道路サービス株式会社（しゅとこうそくどうろサービス）は、東京都中央区に本社を置く首都高速道路管轄内のパーキングエリア・駐車場の管理運営会社である。

## 歴史
2006年4月1日、これまで財団法人首都高速道路協会が管理してきた高速道路にあるパーキングエリア・駐車場を当社が引き継いだ。